# Schaap met vijf poten
Schaap met vijf poten is een artistiek kunstwerk in Amsterdam Nieuw-West.
Het beeld uit 1969 is van de hand van Gerrit Bolhuis en staat nabij de Botteskerksingel in Osdorp. Het bronzen beeld is zo geconstrueerd dat zij een kinderlichaam kan dragen. Bolhuis nodigde met dit beeld met name kinderen uit om het als speelobject te gebruiken. Ook andere beelden van Bolhuis nodigen kinderen (en volwassenen) uit, zoals Bokkenrijder in het Oosterpark en Schaapjes op het Osdorpplein. 
Een "vijfde poot" was nodig; het schaap staat in huppelpose, waarbij beide achterpoten los van de grond komen; de vijfde poot ondersteunt het lijf tijdens de sprong. Het schaap heeft overigens een relatief lange staart, gewoon voor een schaap maar bij boerderijschapen werd deze tot 2008 gecoupeerd vanwege hygiëne (vanuit de mens gezien). 
Een kleinere versie van het beeld was al te zien tijdens de tentoonstelling Vorm van leven in het Singer Museum in 1969. Het werd toen in de catalogus toegeschreven aan Henri Van Haaren. Toen Ons Amsterdam in 1971 een inventarisatie maakte van beelden in Amsterdam was de naam Henri van Haaren verdwenen en werd Gerrit Bolhuis vermeld. Gijs Bolhuis, zoon van Gerrit en zelf architect, heeft een schets van het schaap nog in zijn bezit. 